# Naomi Stevens
 Naomi Stevens  (* 29. November 1925 in Trenton, New Jersey; † 13. Januar 2018 in Reseda, Kalifornien) war eine US-amerikanische Schauspielerin.

## Leben
Insgesamt spielte Naomi Stevens zwischen den 1950er- und 1980er-Jahren über 100 Rollen, wobei sie meist in Nebenrollen mütterliche Figuren verkörperte. In vielen Filmen stellte sie Personen ausländischer Herkunft dar. In Das Appartement spielte sie unter Regie von Billy Wilder die jüdische Nachbarin von Jack Lemmon. Im vom Emmy-Preisträger Mel Stuart gedrehten Katastrophenfilm Feuerfalle verkörperte sie die Rolle von Mrs. Goldstein, die abends an der New Yorker Universität Sprachkurse besucht.
Stevens war von 1948 bis zu seinem Tod 2012 mit Robert Burns Jr. verheiratet, sie hatten ein Kind.

## Filmografie (Auswahl)
- 1956–1957: Lux Video Theatre (Fernsehserie, 3 Folgen)
- 1957: Cheyenne (Fernsehserie, Folge 3x04)
- 1957–1962: Have Gun – Will Travel (Fernsehserie, 3 Folgen)
- 1958: Die schwarze Orchidee (The Black Orchid)
- 1959: Bronco (Fernsehserie, Folge 2x07)
- 1960: Twilight Zone (The Twilight Zone, Fernsehserie, Folge 1x21 Spiegelbilder)
- 1960: Bonanza (Fernsehserie, Folge 1x27 Seine letzte Trophäe)
- 1960: Das Appartement (The Apartment)
- 1960–1961: Kein Fall für FBI (The Detectives, Fernsehserie, 3 Folgen)
- 1961–1964: Perry Mason (Fernsehserie, 3 Folgen)
- 1961–1965: Dr. Kildare (Fernsehserie, 7 Folgen)
- 1962/1963: Tausend Meilen Staub (Rawhide, Fernsehserie, 2 Folgen)
- 1963: Hawaiian Eye (Fernsehserie, Folge 4x14)
- 1963: 77 Sunset Strip (Fernsehserie, Folge 6x13)
- 1964: Alfred Hitchcock zeigt (The Alfred Hitchcock Hour, Fernsehserie, Folge 2x24)
- 1964: Hotel für Liebespaare (Honeymoon Hotel)
- 1965: Bei Madame Coco (The Art of Love)
- 1965: Big Valley (The Big Valley, Fernsehserie, Folge 1x07)
- 1965: Mein Onkel vom Mars (My Favorite Martian, Fernsehserie, Folge 3x08)
- 1966: Auf der Flucht (The Fugitive, Fernsehserie, Folge 3x18)
- 1966: Mutter ist die Allerbeste (Donna Reed, Fernsehserie, Folge 8x21)
- 1966: Frankie und Johnny (Frankie and Johnny)
- 1966: Solo für O.N.C.E.L. (The Man from U.N.C.L.E., Fernsehserie, Folge 3x02)
- 1967: Ein Käfig voller Helden (Hogan’s Heroes, Fernsehserie, Folge 3x01)
- 1967: Mannix (Fernsehserie, Folge 1x06 Wo ist Ramon Verona?)
- 1967: Das Tal der Puppen (Valley of the Dolls)
- 1967–1970: The Flying Nun (Fernsehserie, 8 Folgen)
- 1968: Ihr Auftritt, Al Mundy (It Takes a Thief, Fernsehserie, Folge 1x11)
- 1968–1969: Doris Day in... (The Doris Day Show, Fernsehserie, 18 Folgen)
- 1969: Adam-12 (Fernsehserie, Folge 2x05)
- 1969–1970: Meine drei Söhne (My Three Sons, Fernsehserie, 7 Folgen)
- 1969–1973: Wo die Liebe hinfällt (Love American Style, Fernsehserie, 5 Folgen)
- 1970: Herrscher der Insel (The Hawaiians)
- 1970: Tod eines Bürgers (The Old Man Who Cried Wolf, Fernsehfilm)
- 1971: Männerwirtschaft (The Odd Couple, Fernsehserie, Folge 2x01)
- 1971: Die Partridge Familie (The Partridge Family, Fernsehserie, Folge 2x12)
- 1972: Die Straßen von San Francisco (The Streets of San Francisco, Fernsehserie, Pilotfolge)
- 1972–1973: FBI (The F.B.I., Fernsehserie, 2 Folgen)
- 1973: Superdad – Papa ist der Größte (Superdad)
- 1974: Cannon (Fernsehserie, Folge 3x21 Der falsche Gottesmann)
- 1974: Der Chef (Ironside, Fernsehserie, Folge 7x19 Tod in der Universität)
- 1975: Make-up und Pistolen (Police Woman, Fernsehserie, Folge 1x18)
- 1975: Barney Miller (Fernsehserie, Folge 1x05)
- 1975: Ein stahlharter Mann (Hard Times)
- 1975: The Montefuscos (Fernsehserie, 9 Folgen)
- 1975: Straßen der Nacht (Hustle)
- 1977: Ein Kellner wie der Gast ihn liebt (The Absent-Minded Waiter) (Kurzfilm)
- 1977: Opening Night
- 1978: Der Pirat (The Pirate, Fernsehfilm)
- 1978–1979: Vegas (Vega$, Fernsehserie, 22 Folgen)
- 1979: Feuerfalle (The Triangle Factory Fire Scandal, Fernsehfilm)
- 1982: Taxi (Fernsehserie, Folge 4x19)
- 1983: Hotel (Fernsehserie, Folge 1x08)
- 1984: Trapper John, M.D. (Fernsehserie, Folge 5x15)
- 1985: Die Fälle des Harry Fox (Crazy like a Fox, Fernsehserie, Folge 2x03)
- 1989: Zeit der Sehnsucht (Days of Our Lives, Fernsehserie, eine Folge)